# Cal Trescents
Cal Trescents és una obra modernista de Guissona (Segarra) inclosa a l'Inventari del Patrimoni Arquitectònic de Catalunya.

## Descripció
Edifici modernista de tres plantes amb golfa que es troba a la cantonada entre el C/ Fluvià i el C/ de l'Om.
Accedim a l'edifici pel C/ Fluvià, on trobem dues portes rectangulars amb els angles superiors arredonits amb motllura de pedra picada. Una d'aquestes portes és més petita i dona accés a la zona habitada.
Una línia d'imposta molt pronunciada divideix cadascuna de les plantes de l'edifici.
Al primer pis hi ha dos portes de balcó rectangulars, amb una motllura amb formes geomètriques a base de línies rectes que s'entrecreuen i motius florals.
El segon pis repeteix l'esquema de la primera planta.
A la golfa s'obren dues obertures quadrilobulades.
La façana que mira al C/ de l'Om presenta dues portes rectangulars amb els angles superiors arredonits amb motllura de pedra picada, i al centre una finesta que segueix el mateix patró que les portes.
A la primera i segona planta, dos balcons amb baranes de forja i un finestral al centre.Totes les obertures d'aquesta façana segueixen la mateixa decoració en les motllures que la façana principal.
Cal destacar el parament d'aquest edifici amb filades de carreus de pedra regulars, que s'alternen amb franges horitzontal de pedra picada.